# McLaren MCL33
El McLaren MCL33 fue un monoplaza de Fórmula 1 diseñado por McLaren para competir en la temporada 2018 de Fórmula 1. La unidad de potencia y el sistema de recuperación de energía son de Renault, la caja de cambios de 8 velocidades es diseñada y fabricada por el propio equipo McLaren, tras tres años usando motores Honda. El coche fue conducido por el belga Stoffel Vandoorne y el bicampeón del mundo, el español Fernando Alonso.
El monoplaza fue presentado durante un día de filmación en el circuito de Navarra, España, con un diseño de pintura es similar al del McLaren M5A.
En la primera carrera, en el Gran Premio de Australia del Campeonato de Fórmula 1 quedó el coche de Fernando Alonso en 5.º posición y su compañero de equipo Stoffel Vandoorne quedó en 9.º posición con lo que se colocó en cuarta posición en el torneo.
El equipo de Woking introdujo mejoras para el Gran Premio de España. Dichas mejoras fueron clave del declive de McLaren durante la temporada. Obtuvo resultados mejores que en la era Honda, pero no lo suficientes.

## Resultados
(Clave) (negrita indica pole position) (cursiva indica vuelta rápida)

| Año  | Motor                   | Neu. | N.º | Pilotos           | 1   | 3   | 2   | 4   | 5   | 6   | 7   | 8   | 9   | 10  | 11  | 12  | 13  | 14  | 15  | 16  | 17  | 18  | 19  | 20  | 21  | Puntos | Pos. |
| ---- | ----------------------- | ---- | --- | ----------------- | --- | --- | --- | --- | --- | --- | --- | --- | --- | --- | --- | --- | --- | --- | --- | --- | --- | --- | --- | --- | --- | ------ | ---- |
| 2018 | Renault R.E.18 V6 Turbo | P    |     |                   | AUS | BHR | CHN | AZE | ESP | MON | CAN | FRA | AUT | GBR | GER | HUN | BEL | ITA | SIN | RUS | JPN | USA | MEX | BRA | ABU | 62     | 6.º  |
| 2018 | Renault R.E.18 V6 Turbo | P    | 2   | Stoffel Vandoorne | 9   | 8   | 13  | 9   | Ret | 14  | 16  | 12  | 15† | 11  | 13  | Ret | 15  | 12  | 12  | 16  | 15  | 11  | 8   | 15  | 14  | 62     | 6.º  |
| 2018 | Renault R.E.18 V6 Turbo | P    | 14  | Fernando Alonso   | 5   | 7   | 7   | 7   | 8   | Ret | Ret | 16† | 8   | 8   | 16† | 8   | Ret | Ret | 7   | 14  | 14  | Ret | Ret | 17  | 11  | 62     | 6.º  |

- † El piloto no acabó el Gran Premio, pero se clasificó al completar el 90% de la distancia total.